# La pistola non basta
La pistola non basta (Man from Del Rio) è un film del 1956 diretto da Harry Horner.
È un western statunitense con Anthony Quinn, Katy Jurado, Peter Whitney e Douglas Fowley.

## Produzione
Il film, diretto da Harry Horner su una sceneggiatura di Richard Carr, fu prodotto da Robert L. Jacks per la Robert L. Jacks Productions e girato nel Melody Ranch a Newhall, California, da metà marzo all'inizio di aprile 1956. Il titolo di lavorazione fu The Lonely Gun. Nel cast è presente, in un piccolo ruolo, anche Katherine DeMille, moglie di Anthony Quinn al tempo delle riprese.

## Distribuzione
Il film fu distribuito con il titolo Man from Del Rio negli Stati Uniti dal 30 ottobre 1956 al cinema dalla United Artists.
Altre distribuzioni:
- in Germania Ovest nel 1957 (Der Mann von Del Rio)
- in Spagna il 21 gennaio 1957 (Un revolver solitario)
- in Finlandia il 17 maggio 1957 (Kostaja Del Riosta)
- in Svezia il 20 maggio 1957 (Mannen från Del Rio)
- in Austria nel marzo del 1958
- in Turchia nell'aprile del 1958 (Rio kahramani)
- in Danimarca il 14 marzo 1960 (Manden fra Del Rio)
- in Brasile (Blefando a Morte)
- in Brasile (Blefando com a Morte)
- in Francia (Le tueur et la belle)
- in Ungheria (A Del Rio- i ember)
- in Italia (La pistola non basta)
- negli Stati Uniti (The Man from Del Rio)

## Critica
Secondo il Morandini il film è un "western psicologico" retto dall'istrionico Quinn.

## Promozione
La tagline è: OUTCAST WITH A GUN!.